# Miasto Obrovac
Miasto Obrovac (chorw. Grad Obrovac) – jednostka administracyjna w Chorwacji, w żupanii zadarskiej. W 2011 roku liczyła 4323 mieszkańców.